# Copa Amèrica de futbol de 1983
La Copa Amèrica de futbol de 1983 va ser la 32a edició de la Copa Amèrica de futbol. La competició va ser organitzada per la CONMEBOL sense seu fixa, entre el 10 d'agost i el 4 de novembre de 1983.
El darrer campió, Paraguai, passà directament a la ronda de semifinals. La selecció de l'Uruguai fou la campiona guanyant el Brasil a la final.

## Seleccions participants
- Argentina
- Bolívia
- Brasil
- Colòmbia
- Equador
- Paraguai (vigent campió)
- Perú
- Uruguai
- Veneçuela
- Xile

## Primera fase

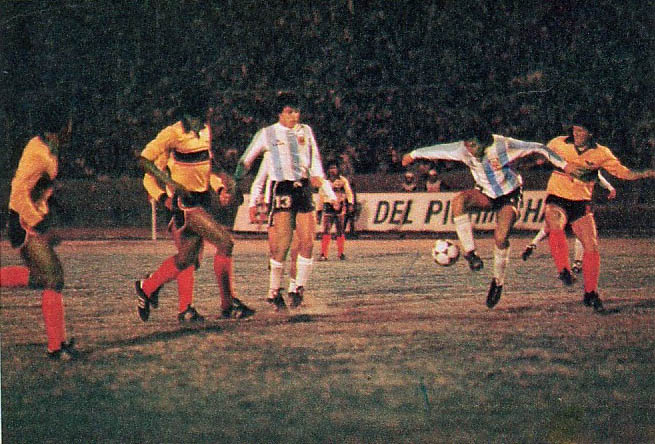
Argentina contra Ecuador a Quito.

Font:

### Grup A
| Equip     | PJ | PG | PE | PP | GF | GC | Dif | Pts |
| --------- | -- | -- | -- | -- | -- | -- | --- | --- |
| Uruguai   | 4  | 3  | 0  | 1  | 7  | 4  | +3  | 6   |
| Xile      | 4  | 2  | 1  | 1  | 8  | 2  | +6  | 5   |
| Veneçuela | 4  | 0  | 1  | 3  | 1  | 10 | −9  | 1   |

| Uruguai                         | 2–1 | Xile         |
| ------------------------------- | --- | ------------ |
| Acevedo 45' · Morena 63' (pen.) |     | Orellana 76' |

| Uruguai                                       | 3–0 | Veneçuela |
| --------------------------------------------- | --- | --------- |
| Cabrera 29' · Morena 57' (pen.) · Luzardo 68' |     |           |

| Xile                                                     | 5–0 | Veneçuela |
| -------------------------------------------------------- | --- | --------- |
| Arriaza 22' · Dubó 25' · Aravena 35', 83' · Espinoza 51' |     |           |

| Xile                   | 2–0 | Uruguai |
| ---------------------- | --- | ------- |
| Dubó 9' · Letelier 80' |     |         |

| Veneçuela  | 1–2 | Uruguai                     |
| ---------- | --- | --------------------------- |
| Febles 77' |     | Santelli 74' · Aguilera 87' |

| Veneçuela | 0–0 | Xile |
| --------- | --- | ---- |
|           |     |      |

### Grup B
| Equip     | PJ | PG | PE | PP | GF | GC | Dif | Pts |
| --------- | -- | -- | -- | -- | -- | -- | --- | --- |
| Brasil    | 4  | 2  | 1  | 1  | 6  | 1  | +5  | 5   |
| Argentina | 4  | 1  | 3  | 0  | 5  | 4  | +1  | 5   |
| Equador   | 4  | 0  | 2  | 2  | 4  | 10 | −6  | 2   |

| Equador                | 2–2 | Argentina           |
| ---------------------- | --- | ------------------- |
| Vásquez 68' · Vega 89' |     | Burruchaga 40', 51' |

| Equador | 0–1    | Brasil      |
| ------- | ------ | ----------- |
|         | Report | Roberto 14' |

| Argentina  | 1–0    | Brasil |
| ---------- | ------ | ------ |
| Gareca 55' | Report |        |

| Brasil                                                     | 5–0    | Equador |
| ---------------------------------------------------------- | ------ | ------- |
| Renato Gaúcho 12' · Roberto 46', 55' · Éder 58' · Tita 60' | Report |         |

| Argentina                          | 2–2 | Equador                             |
| ---------------------------------- | --- | ----------------------------------- |
| Ramos 50' · Burruchaga 90+' (pen.) |     | Quiñónez 44' · Maldonado 90' (pen.) |

| Brasil | 0–0    | Argentina |
| ------ | ------ | --------- |
|        | Report |           |

### Grup C
| Equip    | PJ | PG | PE | PP | GF | GC | Dif | Pts |
| -------- | -- | -- | -- | -- | -- | -- | --- | --- |
| Perú     | 4  | 2  | 2  | 0  | 6  | 4  | +2  | 6   |
| Colòmbia | 4  | 1  | 2  | 1  | 5  | 5  | 0   | 4   |
| Bolívia  | 4  | 0  | 2  | 2  | 4  | 6  | −2  | 2   |

| Bolívia | 0–1 | Colòmbia       |
| ------- | --- | -------------- |
|         |     | Valderrama 73' |

| Perú        | 1–0 | Colòmbia |
| ----------- | --- | -------- |
| Navarro 77' |     |          |

| Bolívia    | 1–1 | Perú        |
| ---------- | --- | ----------- |
| Romero 65' |     | Navarro 89' |

| Colòmbia                  | 2–2 | Perú                                 |
| ------------------------- | --- | ------------------------------------ |
| Prince 46' · Fiorillo 69' |     | Malásquez 25' (pen.) · Caballero 85' |

| Colòmbia                          | 2–2 | Bolívia                |
| --------------------------------- | --- | ---------------------- |
| Valderrama 2' · Molina 60' (pen.) |     | Melgar 78' · Rojas 80' |

| Perú                      | 2–1 | Bolívia      |
| ------------------------- | --- | ------------ |
| Leguía 6' · Caballero 21' |     | Paniagua 46' |

## Segona fase
Font:
|  | Semifinals       | Semifinals | Semifinals |         |   | Final | Final | Final |
|  |                  |            |            |         |   |       |       |       |
|  |                  |            |            |         |   |       |       |       |
|  |                  |            |            |         |   |       |       |       |
|  | Perú             | 0          | 1          |         |   |       |       |       |
|  | Perú             | 0          | 1          |         |   |       |       |       |
|  | Uruguai          | 1          | 1          |         |   |       |       |       |
|  | Uruguai          | 1          | 1          | Uruguai | 2 | 1     |       |       |
|  |                  |            |            | Uruguai | 2 | 1     |       |       |
|  |                  | Brasil     | 0          | 1       |   |       |       |       |
|  | Paraguai         | Brasil     | 0          | 1       | 1 | 0     |       |       |
|  | Paraguai         |            |            |         | 1 | 0     |       |       |
|  | Brasil (sorteig) | 1          | 0          |         |   |       |       |       |
|  | Brasil (sorteig) | 1          | 0          |         |   |       |       |       |

### Semifinals
| Perú | 0–1 | Uruguai      |
| ---- | --- | ------------ |
|      |     | Aguilera 65' |

| Uruguai     | 1–1 | Perú          |
| ----------- | --- | ------------- |
| Cabrera 49' |     | Malásquez 24' |

Uruguai guanyà 2–1 en l'agregat.
| Paraguai  | 1–1    | Brasil   |
| --------- | ------ | -------- |
| Morel 70' | Report | Éder 88' |

| Brasil | 0–0    | Paraguai |
| ------ | ------ | -------- |
|        | Report |          |

1–1 en l'agregat. Brasil guanyà pel llançament de moneda.

### Final
| Uruguai                     | 2–0 | Brasil |
| --------------------------- | --- | ------ |
| Francescoli 41' · Diogo 80' |     |        |

| Brasil       | 1–1 | Uruguai      |
| ------------ | --- | ------------ |
| Jorginho 23' |     | Aguilera 77' |

Uruguai guanyà 3–1 en l'agregat.

## Resultat
| Copa Amèrica 1983   |
| ------------------- |
|                     |
| Uruguai Dotzè títol |

## Golejadors

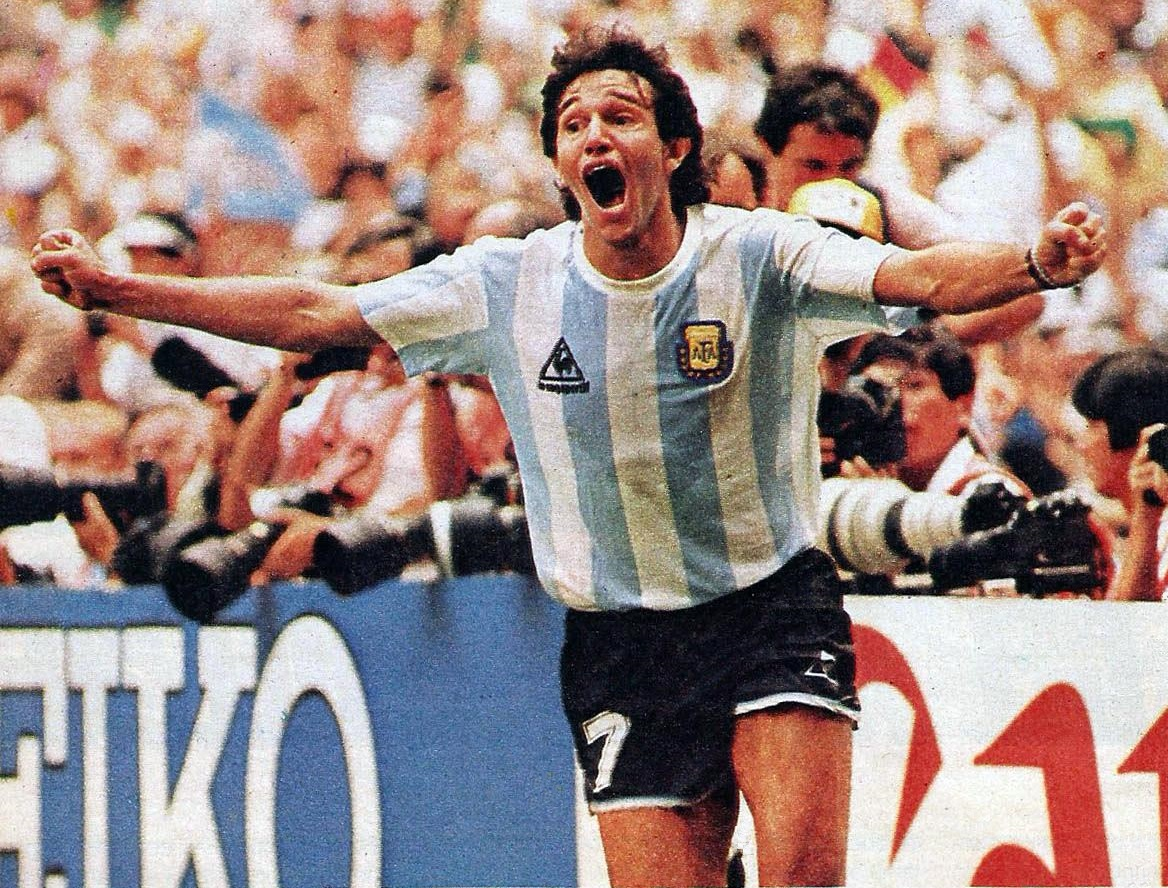
Jorge Burruchaga, un dels tres màxims golejadors.

3 gols
- Jorge Burruchaga
- Roberto Dinamite
- Carlos Aguilera

2 gols
- Éder
- Jorge Aravena
- Rodolfo Dubó
- Didí
- Juan Caballero
- Franco Navarro
- Eduardo Malásquez
- Fernando Morena
- Wilmar Cabrera

1 gol
- Ricardo Gareca
- Víctor Ramos
- Milton Melgar
- David Paniagua
- Silvio Rojas
- Erwin Romero
- Jorginho
- Renato Gaúcho
- Tita
- Oscar Arriaza
- Rubén Espinoza
- Juan Carlos Letelier
- Juan Carlos Orellana
- Fernando Fiorillo
- Nolberto Molina
- Miguel Augusto Prince
- Hans Maldonado
- Lupo Quiñónez
- Galo Fidean Vázquez
- José Jacinto Vega
- Milciades Morel
- Germán Leguía
- Eduardo Mario Acevedo
- Víctor Diogo
- Enzo Francescoli
- Arsenio Luzardo
- Alberto Santelli
- Pedro Febles